# Gustav Adolph Guldberg
Gustav Adolph Guldberg (født 27. oktober 1854 i Nannestad, død 23. april 1908 i Kristiania) var en norsk zoolog og anatom, søn af Carl August Guldberg, bror til Cato Maximilian, Axel Sophus og Cathinka Augusta Guldberg.
Guldberg blev student 1873 og tog medicinsk eksamen 1881. Han ansattes 1879 ved universitetets zootomiske samling og var fra 1885 universitetsstipendiat i anatomi, oprettede 1886 det første zoologiske og histologiske laboratorium, men kaldtes 1887 til en konstitution som professor ved det Karolinske Institut i Stockholm. Samme år tog han doktorgraden i Kristiania med Bidrag til Insula Reiliis Morphologi. 1888 udnævntes han til fast professor ved det Karolinske Institut, men blev samtidig udnævnt til ordentlig professor i medicin ved Kristiania Universitet og direktør for anatomiske institut sammesteds. Han valgte da den sidste stilling, og hans energi fornyede ganske samlingerne og gjorde den antropologiske afdeling kendt viden om. 
Ved siden af Guldbergs arbejder som anatom, der satte rige spor også i administrativ henseende (Oprettelse af Prosektoratet i Histologi, Loven om Afgivelse af Sektionsmateriale), falder Guldbergs meget indgribende Virksomhed som Zoolog, der ogsaa delvis var baseret paa komparativ anat. Studier. En særlig Række Publikationer omfatter antikvarisk-antropologiske 
Emner. Selv ledede han herhenhørende Udgravninger 1895 og udgav »Skeletfund paa Rör 
i Ringsaker og Rör Kirke« (Forh. i Vid. Selsk. i Kria 1895), »Om Skeletlevningerne af en 
Kvinde, fra Vikingetiden« (i Vid. Selsk. Kria 1901) samt foruden fl. a. Skr »Osebergskibets 
Menneskeknogler« (»Norsk Mag. f. Lægevid.«, 1907). Grundlæggende er en Del Beskrivelser af 
gammelnorske Kranier. Guldbergs særdeles fremragende virksomhed lønnedes med store 
tillidsposter, og han var fra 1903 sekretær i Kristiania Videnskabsselskab.
På talrige Rejser studerede Guldberg Hvalerne og skrev en Mængde Arbejder om dem, 
f. Eks.: »Bidrag til Kundskab om Delphinus albirostris« (»Kria Vid. Selsk. Forh.«, 1882), 
»Ueber die Grössen- und Gewichtsverhältnisse des Gehirns bei den Bartenwalen« (1885), Sur 
la présence, aux temps anciens et modernes, de la baleine de Biscaye (ou Nordkaper) sur 
les côtes de Norvège (i Bulletin de l’Académie royale de Belgique, 1884), Sur l’existence d’une 
quatrième espèce du genre Balænoptera, »Ueber das Centralnervensystem der Bartenwale« (»Kria 
Vid. Selsk. Forh.«, 1885), belønnet med kronprinsens guldmedalje, »Bidrag til Cetaceernes 
Biologi« (1886), og On the development of the Dolphin (udg. af Bergens Museum 1894), som 
delvis er udarbejdet sammen med Frithiof Nansen, og hvori Guldberg påviser tilstedeværelsen af 
rudimentære Baglemmer hos Hvalembryoner, hvilket har stor Bet. for Teorierne om denne Dyregruppes Afstamning.